# Liam O'Brien (ishockeyspelare)
Liam O'Brien, född 29 juli 1994, är en kanadensisk professionell ishockeyforward som spelar för Utah Mammoth i National Hockey League (NHL).
Han har tidigare spelat för Washington Capitals, Colorado Avalanche, Arizona Coyotes och Utah Hockey Club i NHL; Hershey Bears och Colorado Eagles i American Hockey League (AHL) samt Océanic de Rimouski och Huskies de Rouyn-Noranda i Ligue de hockey junior majeur du Québec (LHJMQ).
O'Brien blev aldrig NHL-draftad.

## Statistik
| 2009–2010    | Notre Dame Hounds        | SMAAAHL      | 41  | 13 | 25 | 38  | 98  | 13 | 4 | 3 | 7  | 30  |
| 2010–2011    | Océanic de Rimouski      | LHJMQ        | 61  | 2  | 8  | 10  | 45  | 5  | 0 | 0 | 0  | 6   |
| 2011–2012    | Océanic de Rimouski      | LHJMQ        | 40  | 7  | 9  | 16  | 67  | —  | — | — | —  | —   |
|              | Huskies de Rouyn-Noranda | LHJMQ        | 27  | 3  | 7  | 10  | 69  | 4  | 1 | 0 | 1  | 11  |
| 2012–2013    | Huskies de Rouyn-Noranda | LHJMQ        | 65  | 10 | 14 | 24  | 164 | 12 | 2 | 1 | 3  | 17  |
| 2013–2014    | Huskies de Rouyn-Noranda | LHJMQ        | 68  | 20 | 15 | 35  | 148 | 9  | 1 | 3 | 4  | 12  |
| 2014–2015    | Washington Capitals      | NHL          | 13  | 1  | 1  | 2   | 23  | —  | — | — | —  | —   |
|              | Hershey Bears            | AHL          | 45  | 4  | 4  | 8   | 121 | 10 | 3 | 3 | 6  | 14  |
| 2015–2016    | Hershey Bears            | AHL          | 59  | 7  | 9  | 16  | 120 | 20 | 4 | 2 | 6  | 65  |
| 2016–2017    | Washington Capitals      | NHL          | 1   | 0  | 0  | 0   | 0   | —  | — | — | —  | —   |
|              | Hershey Bears            | AHL          | 64  | 10 | 20 | 30  | 117 | 6  | 0 | 0 | 0  | 13  |
| 2017–2018    | Washington Capitals      | NHL          | 3   | 0  | 0  | 0   | 5   | —  | — | — | —  | —   |
|              | Hershey Bears            | AHL          | 69  | 17 | 9  | 26  | 79  | —  | — | — | —  | —   |
| 2018–2019    | Hershey Bears            | AHL          | 74  | 15 | 13 | 28  | 118 | 8  | 1 | 0 | 1  | 21  |
| 2019–2020    | Hershey Bears            | AHL          | 59  | 7  | 9  | 16  | 120 | —  | — | — | —  | —   |
| 2020–2021    | Colorado Avalanche       | NHL          | 12  | 0  | 3  | 3   | 40  | —  | — | — | —  | —   |
|              | Colorado Eagles          | AHL          | 12  | 4  | 4  | 8   | 15  | —  | — | — | —  | —   |
| 2021–2022    | Arizona Coyotes          | NHL          | 39  | 2  | 1  | 3   | 106 | —  | — | — | —  | —   |
| 2022–2023    | Arizona Coyotes          | NHL          | 56  | 3  | 8  | 11  | 114 | —  | — | — | —  | —   |
| 2023–2024    | Arizona Coyotes          | NHL          | 75  | 5  | 9  | 14  | 153 | —  | — | — | —  | —   |
| 2024–2025    | Utah Hockey Club         | NHL          | 28  | 0  | 2  | 2   | 50  | —  | — | — | —  | —   |
| NHL totalt   | NHL totalt               | NHL totalt   | 227 | 11 | 24 | 35  | 491 | —  | — | — | —  | —   |
| AHL totalt   | AHL totalt               | AHL totalt   | 382 | 67 | 78 | 145 | 653 | 44 | 8 | 5 | 13 | 113 |
| LHJMQ totalt | LHJMQ totalt             | LHJMQ totalt | 261 | 42 | 53 | 95  | 493 | 30 | 4 | 4 | 8  | 46  |